# فهرست استانداران خراسان رضوی
این فهرست اسامی استانداران استان خراسان رضوی، پس از تقسیم استان خراسان (از سال تشکیل استان در سال ۱۳۸۳ تاکنون) است.

## فهرست
| ر. | نام                  | شروع           | پایان          | دولت    | رئیس دولت     | م.     |
| -- | -------------------- | -------------- | -------------- | ------- | ------------- | ------ |
| 1  | سید حسن رسولی        | ۱۳۸۳           | ۶ مهر ۱۳۸۴     | هشتم    |               | [ ۱ ]  |
| ۲  | محمدجواد محمدی‌زاده   | ۶ مهر ۱۳۸۴     | ۹ شهریور ۱۳۸۸  | نهم     | احمدی‌نژاد     | [ ۲ ]  |
| –  | قهرمان رشید سرپرست   | ۱۱ شهریور ۱۳۸۸ | ۱۵ شهریور ۱۳۸۸ | دهم     | احمدی‌نژاد     | [ ۳ ]  |
| ۳  | محمود صلاحی          | ۱۵ شهریور ۱۳۸۸ | ۷ آبان ۱۳۹۱    | دهم     | احمدی‌نژاد     | [ ۴ ]  |
| –  | محمد غفاری سرپرست    | ۷ آبان ۱۳۹۱    | ۱۰ آبان ۱۳۹۱   | دهم     | احمدی‌نژاد     | [ ۵ ]  |
| ۴  | محمدحسین فروزان‌مهر   | ۱۰ آبان ۱۳۹۱   | ۱۴ اسفند ۱۳۹۲  | دهم     | احمدی‌نژاد     | [ ۶ ]  |
| ۵  | علیرضا رشیدیان       | ۱۴ اسفند ۱۳۹۲  | ۲۶ آبان ۱۳۹۷   | یازدهم  | روحانی        | [ ۷ ]  |
| ۵  | علیرضا رشیدیان       | ۱۴ اسفند ۱۳۹۲  | ۲۶ آبان ۱۳۹۷   | دوازدهم | روحانی        | [ ۷ ]  |
| –  | قربان میرزایی سرپرست | ۲۶ آبان ۱۳۹۷   | ۱۲ دی ۱۳۹۷     | [ ۸ ]   | روحانی        |        |
| ۶  | علیرضا رزم‌حسینی      | ۱۲ دی ۱۳۹۷     | ۸ مهر ۱۳۹۹     | [ ۹ ]   | روحانی        |        |
| –  | حسن جعفری سرپرست     | ۱۰ مهر ۱۳۹۹    | ۲۷ مهر ۱۳۹۹    | [ ۱۰ ]  | روحانی        |        |
| ۷  | محمدصادق معتمدیان    | ۲۷ مهر ۱۳۹۹    | ۲۵ مهر ۱۴۰۰    | [ ۱۱ ]  | روحانی        |        |
| ۸  | یعقوب‌علی نظری        | ۲۵ مهر ۱۴۰۰    | ۱۸ مهر ۱۴۰۳    | سیزدهم  | رئیسی         | [ ۱۲ ] |
| ۹  | غلام‌حسین مظفری       | ۱۸ مهر ۱۴۰۳    | متصدی          | چهاردهم | مسعود پزشکیان | [ ۱۳ ] |